# Đurđica Klancir
Đurđica Klancir, hrvatska novinarka, urednica i politička analitičarka.

## Životopis
Diplomirala je politologiju na Sveučilištu u Zagrebu. Još kao studentica počinje pisati u Poletu i Danasu.
Kao istraživačka novinarka, devedesetih godina istraživala je zlouporabe u privatizaciji i korupciju. Od 1997. do 1999. godine bila je glavna urednica tjednika Globus. Nakon toga radi za švedsku izdavačku kuću Bonnier Press unutar koje je 2005. godine osmislila i pokrenula poslovne novine i portal Business.hr. Od 2014. do 2016. godine glavna je urednica tportala. Od 2017. do 2018. godine glasnogovornica je i direktorica komunikacija Socijaldemokratske partije Hrvatske. Nakon toga radi kao novinarka portala net.hr.
Od 2014. do 2015. godine bila je član Stručnog povjerenstva za neprofitne medije Ministarstva kulture Republike Hrvatske.

## Nagrade i priznanja
- Novinarka godine za 2019. godinu[6]

## Vanjske poveznice
Mrežna mjesta
- Komentar Đurđice Klancir na tportalu
- [neaktivna poveznica], arhivirana kolumna na portalu Business.hr
- U glavu  Arhivirana inačica izvorne stranice od 12. ožujka 2021. (Wayback Machine), arhivirani blog na tportalu